# روبرت وليامز (شاعر)
روبرت وليامز (بالإنجليزية: Robert Williams)‏  (و. 1830 – 1877 م) هو شاعر من المملكة المتحدة لبريطانيا العظمى وأيرلندا، وويلز، توفي عن عمر يناهز 47 عاماً.